# ASPTT Marseille
L'ASPTT Marseille est un club omnisports fondé en 1907 et basé à Marseille. Elle fait partie des Associations sportives des postes, télégraphes et téléphones.

## Athlétisme
La section athlétisme est fondée en 1920.
René Combes, affilié au club, dispute le marathon masculin aux Jeux olympiques d'été de 1968 à Mexico.
Caroline Dubois évolue à l'ASPTT de 2005 à 2014.

## Basket-ball
La section basket-ball est fondée en 1944.
Les internationales françaises Irène Guidotti (1965-1969), Jacqueline Biny et Arlette Rustichelli-Borel ont évolué à l'ASPTT Marseille.

## Chasse sous-marine
Alain Zerbini, affilié au club, est sacré champion de France de chasse sous-marine en 1991. Gérard Ségura et Didier Desprat remportent la Coupe de France en 1993.

## Danse
La section danse est fondée en 1989.

## Équitation
La section équitation est fondée en 1983.

## Escrime
Jean-Michel Henry, qui sera champion olympique, évolue de 1972 à 1980 à l'ASPTT Marseille.
La section escrime organise le Challenge Jeanty, une épreuve de la Coupe du monde d'escrime.

## Football
La section football est la section originelle du club, fondée en 1907. Jean Tigana, Luc Borrelli, Hugo Magnetti, Anthony Mendy, Lionel Falzon, Jérémy Bru, Evann Guessand et Jérémie Boga sont passés par l'ASPTT Marseille.
L'équipe féminine des moins de 13 ans, composée notamment de Caroline Pizzala et Véronique Pons, est finaliste de la Coupe fédérale en 2001. L'équipe féminine senior est éliminée au premier tour fédéral du Challenge de France féminin 2007-2008.

### Bilan saison par saison
| Saison    | Division         | Classement/Tour final |
| --------- | ---------------- | --------------------- |
| 1911-1912 | USFSA - Littoral | 5e                    |
| 1912-1913 | USFSA - Littoral | 6e                    |
| 1913-1914 | USFSA - Littoral | 5e ou 6e              |

- Vainqueur
- Promotion en division supérieure
- Relégation en division inférieure

## Golf
La section golf est fondée en 1991.

## Handball
La section handball est créée en 1956 .
La section handball masculine évolue en Nationale (première division) dans les années 1960, et est vice-championne de France de handball à onze lors de la saison 1958-1959.
L'équipe masculine des moins de 18 ans remporte le Challenge de France Honneur 2006-2007.
Marie-Paule Gnabouyou a évolué à l'ASPTT Marseille.

### Bilan saison par saison
| Saison    | Division         | Classement/Tour final      | Coupe de France |
| --------- | ---------------- | -------------------------- | --------------- |
| 1957-1958 | Honneur (D3)     | Vice-champion              |                 |
| 1964-1965 | Excellence (D2)  | Poule A                    |                 |
| 1965-1966 | Excellence (D2)  | Poule A Vainqueur barrages |                 |
| 1966-1967 | Nationale (D1)   | 7e Poule Sud               |                 |
| 1967-1968 | Excellence (D2)  |                            |                 |
| 1968-1969 | Nationale 2 (D2) |                            |                 |
| 1969-1970 | Nationale 2 (D2) |                            |                 |
| 1970-1971 | Excellence (D3)  | Poule E                    |                 |
| 1971-1972 | Nationale 2 (D2) |                            |                 |
| 1972-1973 | Excellence (D3)  | Poule G                    |                 |
| 1973-1974 | Nationale 3 (D3) |                            |                 |

| Saison    | Division        | Classement/Tour final | Coupe de France |
| --------- | --------------- | --------------------- | --------------- |
| 1963-1964 | Excellence (D2) | Poule A               |                 |

- Vainqueur
- Promotion en division supérieure
- Relégation en division inférieure

## Judo
Bernard Tchoullouyan, affilié au club, dispute le tournoi de judo aux Jeux olympiques d'été de 1980 à Moscou dans la catégorie des moins de 80 kg, et obtient la médaille de bronze,. Il deviendra par la suite entraîneur au sein de son club formateur.

## Natation
La section natation est championne de France interclubs de Nationale 3 en 1993.
Audrey Guérit rejoint l'ASPTT Marseille en 1995.
Nicolas Manaudou est entraîneur de l'ASPTT Marseille depuis 2014.
Loris Joyeux-Patimo rejoint l'ASPTT Marseille depuis Décembre 2023

## Rugby à XV
La section rugby à XV est fondée en 1920.

## Ski
Annie Cottet, affiliée au club, est sacrée championne de France de ski sur herbe en 1993.

## Taekwondo
Claude Serrano, affilié au club, est sacré champion de France junior de taekwondo dans la catégorie des moins de 58 kg en 1993.

## Tennis
En 1993, les seniors messieurs accèdent en Nationale 4 et les seniors dames en Nationale 3.

## Tennis de table
La section tennis de table est championne de France inter ASPTT en 1993.

## Voile
Alice Honoré, affiliée au club, est vice-championne du monde cadette de planche à voile en 1993, médaillée de bronze aux Championnats d'Europe de funboard en 1997.
Les skippers Emmanuelle Rol et Hélène Defrance sont passées par l'ASPTT Marseille.

## Volley-ball
Jérôme Corda, affilié au club, est sélectionné en équipe de France jeunes en 1999. L'internationale française Camille Crousillat a débuté à l'ASPTT Marseille.
L'équipe masculine accède en Nationale 2 en 1999.